# Mika Boorem
Mika Sue Boorem (née le 18 août 1987 à Tucson, en Arizona) est une actrice américaine.

## Biographie
est née à Tucson, en Arizona, elle est la fille de Holly Sue (née Thomas) et de Benjamin Melvin Boorem. Elle a un frère aîné, Benjamin.
Mika Boorem a joué au théâtre local en Arizona, et elle a déménagé ensuite à Los Angeles. Elle a étudié au Lycée français de Los Angeles. Elle a joué dans le film Sleepover en 2004 et Smile en 2005. Elle a joué des seconds rôles dans les films Jack Frost en 1998, The Patriot en 2000, Cœurs perdus en Atlantide en 2001), Blue Crush en 2002 et Carolina en 2003.

## Filmographie
| Année | Titre                                      | Rôle                      |
| ----- | ------------------------------------------ | ------------------------- |
| 1995  | Whisper of the Heart                       | Kinuyo (voice)            |
| 1997  | The Education of Little Tree               | Little Girl               |
| 1998  | Jack Frost                                 | Natalie                   |
| 1998  | Mon ami Joe (Mighty Joe Young)             | Young Jill Young          |
| 1999  | Things You Can Tell Just by Looking at Her | June                      |
| 2000  | The Patriot                                | Margaret Martin           |
| 2001  | Le Masque de l'araignée                    | Megan Rose                |
| 2001  | Hearts in Atlantis                         | Carol Gerber              |
| 2001  | Riding in Cars with Boys                   | Beverly Donofrio - Âge 11 |
| 2002  | Blue Crush                                 | Penny Chadwick            |
| 2003  | Carolina                                   | Maine Mirabeau            |
| 2004  | Dirty Dancing: Havana Nights               | Susie Miller              |
| 2004  | Pyjama Party                               | Hannah                    |
| 2005  | Smile (en)                                 | Katie                     |
| 2008  | Trucker                                    | Young Woman               |
| 2009  | Modèle:The 2 Bobs                          | Skull Muncher             |
| 2010  | Modèle:The Ward                            | Alice                     |
| 2011  | 1 Out of 7                                 | Krisi                     |
| 2011  | Good Day for It                            | Emily                     |
| 2012  | Virgin Alexander                           | Brooke                    |
| 2012  | Hollywood.Con                              | Réalisatrice              |

| Année     | Titre                                              | Rôle               | Notes                              |
| --------- | -------------------------------------------------- | ------------------ | ---------------------------------- |
| 1996      | Burning Zone : Menace imminente                    | Little Girl        | Épisode: "Pilot"                   |
| 1996      | Les Anges du bonheur                               | Melissa Houghton   | Épisode: "A Joyful Noise"          |
| 1997      | Le Drew Carey Show                                 | Sarah              | Épisode: "Drew Gets Married"       |
| 1997      | A Walton Easter                                    | Carla (uncredited) | TV movie                           |
| 1997      | Sabrina, l'apprentie sorcière                      | Young Zelda        | Épisode: "The Great Mistake"       |
| 1997      | Ally McBeal                                        | Ally, âge 7        | Épisode: "Pilot"                   |
| 1997-1998 | The Tom Show                                       | Alissa Amross      | 19 épisodes                        |
| 1998      | Walker, Texas Ranger                               | Jennifer McGuire   | Épisode: "Second Chance"           |
| 1998      | Les Anges du bonheur                               | Cornelia 'Celine'  | Épisode: "Psalm 151"               |
| 1999      | Providence                                         | Zoe                | Épisode: "Home Again"              |
| 1999      | A Memory in My Heart (Le tourbillon des souvenirs) | Lily Stewart       | TV movie                           |
| 2000      | Les Anges du bonheur                               | Celine             | Épisode: "Mother's Day"            |
| 2002-2003 | Dawson                                             | Harley Hetson      | 6 épisodes                         |
| 2003      | Les Anges du bonheur                               | Cornelia           | Épisode: "At the End of the Aisle" |
| 2006      | Pour sauver ma fille                               | Augusta            | TV movie                           |
| 2006      | L'Initiation de Sarah                              | Sarah Goodwin      | TV movie                           |
| 2007      | Dr House                                           | Hannah Morganthal  | Épisode: "Insensitive"             |
| 2007      | Jesse Stone: Sea Change                            | Cathleen Holton    | TV movie                           |
| 2008      | Ghost Whisperer                                    | Olivia Keller      | Épisode: "Bloodline"               |
| 2012      | Un plan diabolique (A Dark Plan)                   | Erin               | Téléfilm                           |